# St. James's Park

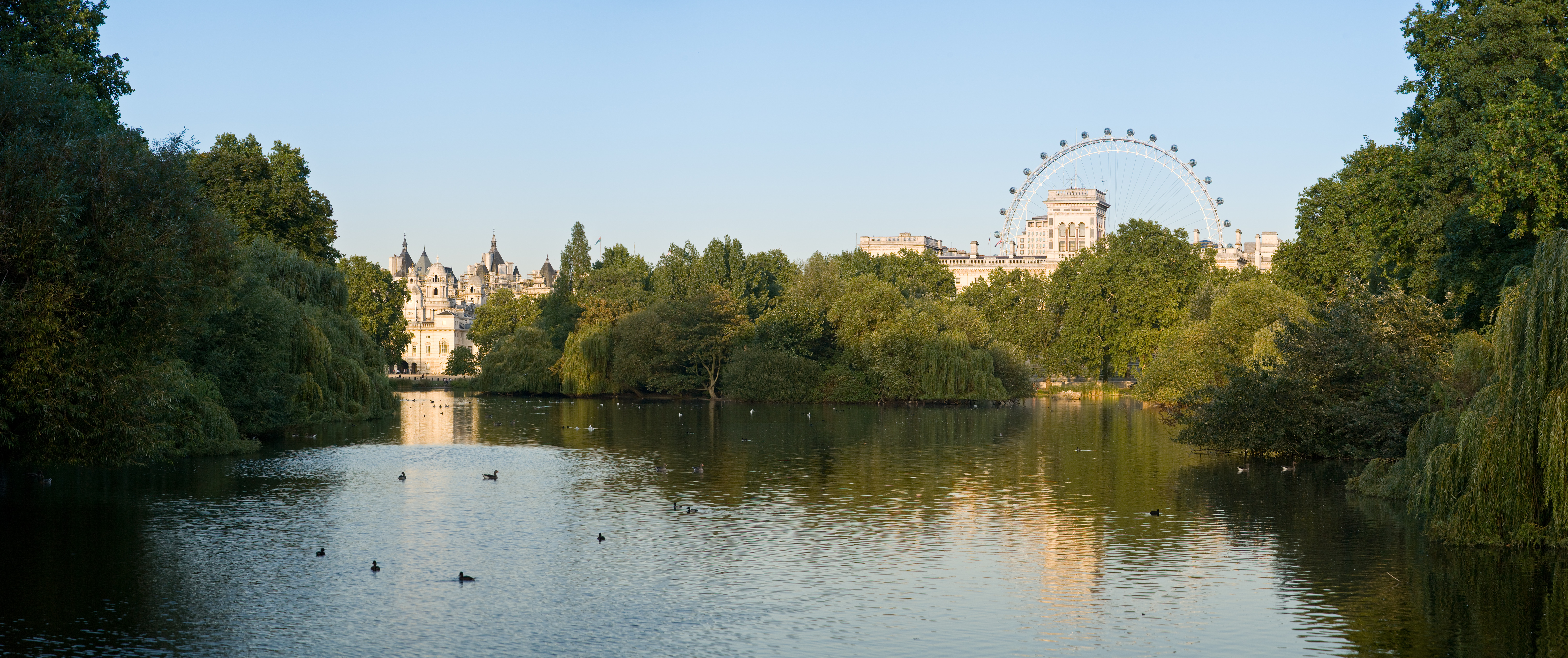
Lago di St. James's Park, a est dal ponte. La Shell Tower e il London Eye sono dietro il Foreign and Commonwealth Office.

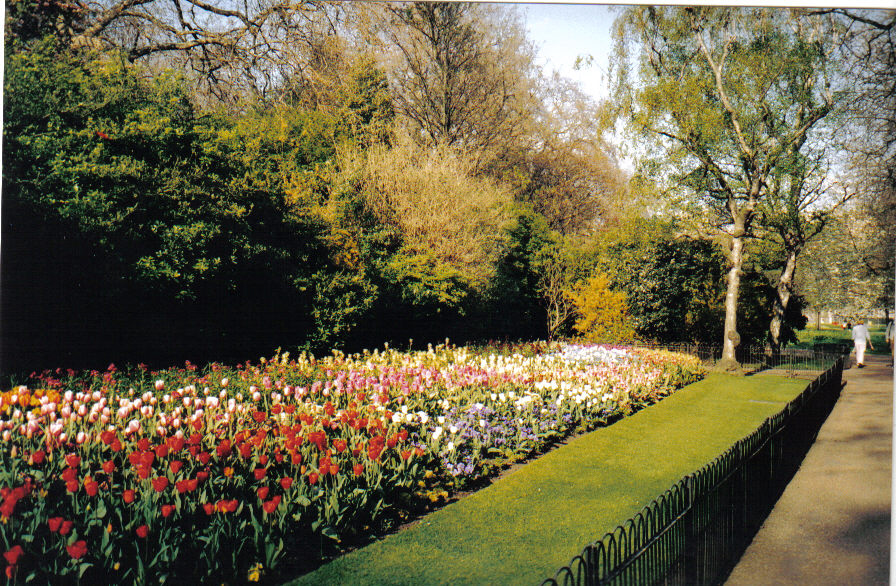
Il parco in primavera.

St. James's Park è situato nella città di Westminster, a est di Buckingham Palace e a ovest di Whitehall e Downing Street. È il più antico dei Parchi Reali e si estende su 23 ettari.
All'interno si trova un lago con due isole, la Duck Island (riserva di anatre) e la West Island. Il ponte sul lago è sull'asse tra il Foreign Office e Buckingham e permette di osservare l'allineamento degli alberi e delle fontane tra i due edifici.
Il parco fa parte di una serie di spazi verdi che continua a ovest con Green Park, Hyde Park e Kensington Gardens. Le stazioni della metropolitana più vicine sono St. James' Park, Victoria e Westminster.
Nel 1532 Enrico VIII acquistò l'area su cui oggi sorge il parco, che si presentava estremamente acquitrinosa e paludosa, dal cardinale Wolsey, perché sorgeva nei pressi di York Palace, sua nuova residenza. In questo modo avrebbe potuto purificare la zona e renderla degna per la dimora del Re e della sua famiglia. Quando nel 1603 Giacomo I d'Inghilterra salì al trono, ordinò l'introduzione nel parco di numerosi animali esotici: cammelli, coccodrilli, persino elefanti, e alcune voliere con colorati uccelli provenienti dal sud.
Successivamente il giovane Carlo II d'Inghilterra, in esilio in Francia mentre in Inghilterra governava Oliver Cromwell, poté osservare e innamorarsi dei giardini delle residenze reali francesi. Così, una volta tornato in Inghilterra, riammodernò il parco e lo apriva spesso al pubblico; egli stesso vi si intratteneva con la sua favorita Nell Gwyn. In breve la fama del parco degenerò: venne considerato un luogo di vera e propria perdizione sessuale, come testimonia John Wilmot nel suo celebre poema A Ramble in St. James' Park.

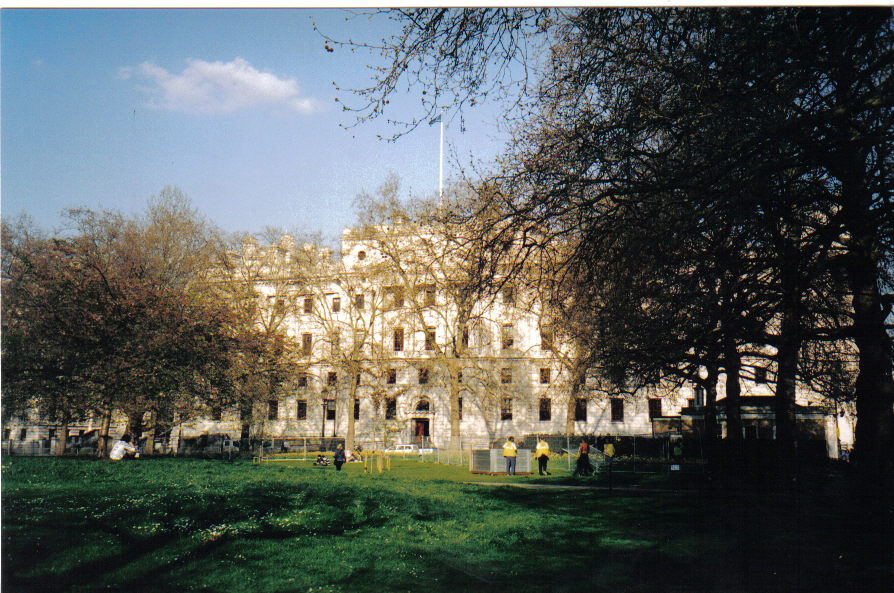
Vista del Her Majesty's Treasury's all'interno del parco.

Nel Settecento si ebbero altre modifiche; tra le altre cose, una parte del canale fu richiesta per le parate delle guardie a cavallo e nel 1761 Buckingham House (poi Buckingham Palace) fu acquistato dalla famiglia reale.
Un ulteriore rifacimento, del 1827, fu commissionato dal principe reggente (più tardi Giorgio IV d'Inghilterra) ed eseguito dall'architetto John Nash. Negli stessi anni Buckingham House fu allargato per realizzare il palazzo reale e all'ingresso del parco fu posto Marble Arch.

A partire dal 18 febbraio 2012 il parco è gemellato con il Parco Uditore di Palermo.